# Julian Gorgoń
Julian Teodor Gorgoń (ur. 3 listopada 1891 w Kolonii Ksawera, zm. 11 września 1939 pod Rychcicami) – sierżant Legionów Polskich i Wojska Polskiego, pracownik Fabryki Wagonów i Maszyn w Sanoku, działacz społeczny.

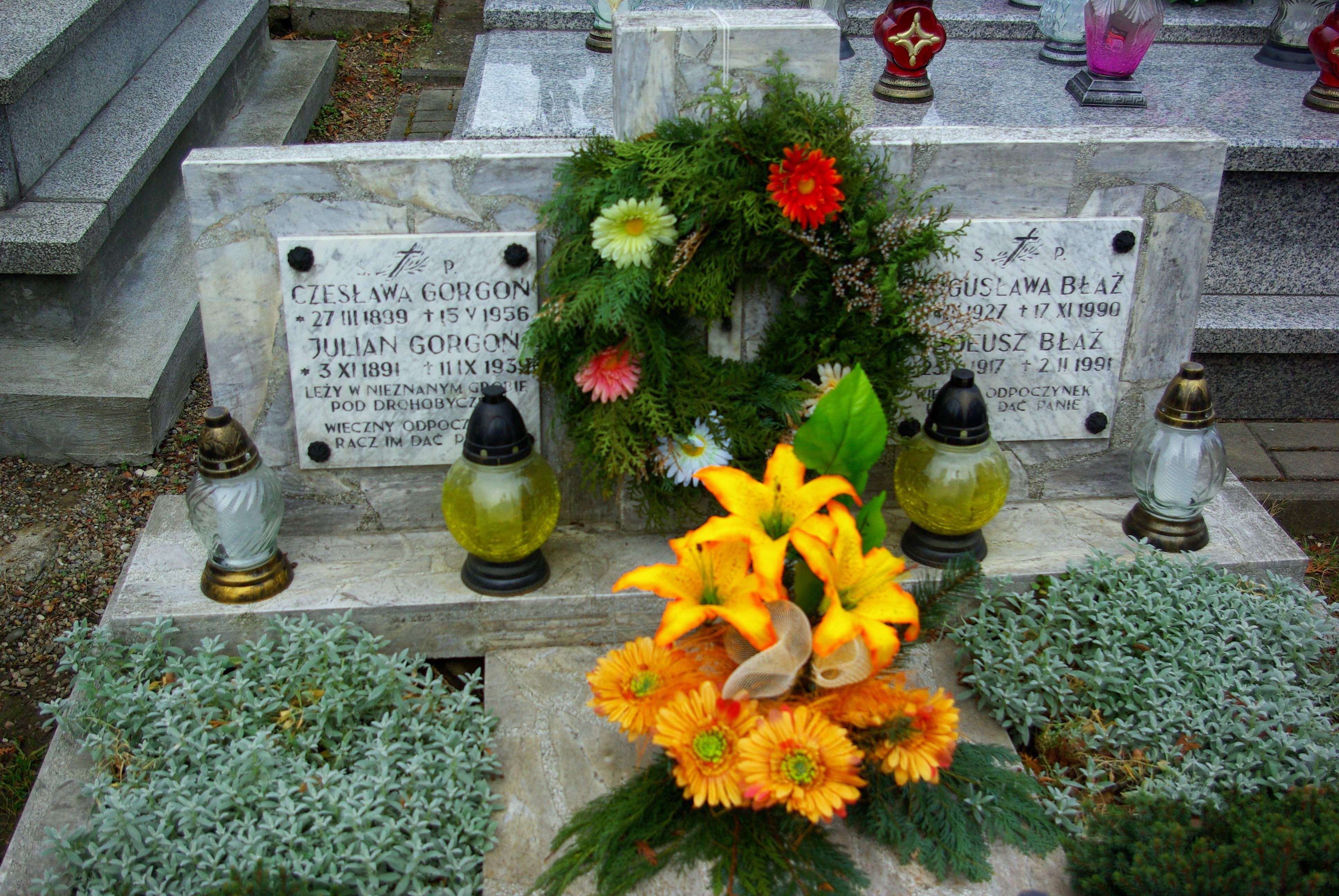
Symboliczne upamiętnienie Juliana Gorgonia na grobie jego żony Czesławy

## Życiorys
Urodził się w 3 listopada 1891 w Kolonii Ksawera na Śląsku. Był najstarszym z sześciorga dzieci Wincentego Gorgonia i Wiktorii Smorąg z domu Otrębskiej. Miał m.in. braci Leona, Henryka (ur. 1906), siostrę Adelę (1897-1972, po mężu Harna). Jego ojciec aresztowany przez władze rosyjskie, został skazany w Piotrkowie i od 1899 do 1901 był zesłany na obszar guberni smoleńskiej, po powrocie pracował w zakładzie ślusarskim, pod koniec 1904 zmobilizowany do armii carskiej w wojnie rosyjsko-japońskiej, po czym na początku 1904 zbiegł z wojska i w kwietniu 1905 dotarł na ziemie zaboru austriackiego, następnie podjął pracę w fabryce wagonów w Sanoku, gdzie w 1917 założył komórkę Polskiej Organizacji Wojskowej, był również przewodniczącym komitetu PPSD, Związku Metalowców, założycielem piekarni „Przyszłość”, został przewodniczącym zarejestrowanego latem 1918 stowarzyszenia Posada Olchowska stanowiącego konsum robotniczy).
Julian Gorgoń od najmłodszych lat prowadził pamiętnik w formie kroniki. Od września 1903 uczył się w szkole fabrycznej w Sielcu. W 1905 wraz z rodziną przedostał się do Sanoka, gdzie przebywał już jego ojciec i w tym roku podjął naukę w IV klasie szkoły ludowej. Od 1906 terminował w zakładzie ślusarskim sanockiej fabryki i jednocześnie podjął kształcenie w przyfabrycznej Szkole Przemysłowej Uzupełniającej. W związku z przeprowadzką rodziców od 1907 zamieszkiwał w Krakowie, następnie Chrzanowie, gdzie pracował w warsztacie kowalsko-ślusarskim i uczył się w Szkole Uzupełniającej. Od połowy 1908 pracował z właścicielem ww. warsztatu Józefem Boguckim w Bochni, gdzie zakończył trzyklasowe kształcenie w Szkole Uzupełniającej. Wskutek bankructwa tegoż przedsiębiorcy Gorgoń przybył ponownie do Sanoka, gdzie od lutego 1910 pracował w macierzystej fabryce na stanowisku rysownika w biurze technicznym tm. Dokształcał się samodzielnie, a w 1912 został absolwentem Schule des Maschinentechnikers (szkoła technika maszyn). Uczył się także na kursie rysunku zawodowego. Był jednym z pierwszych członków oddziału Związku Strzeleckiego w Sanoku, założonego miejscowej w Fabryce Wagonów i Maszyn w 1912. W przeciągu 1913 roku zmieniał stanowiska pracy w sanockiej fabryce: od lutego 1913 był praktykantem elektrotechnicznym u majstra Sawczyszyna w centrali elektrycznej, a w drugiej połowie roku przeszedł do montowni w dziale ogrzewania wagonów. Od października 1913 pracował jako ślusarz w oddziale montażu ogrzewania austriackiego zakładu Maschinen und Waggonbanfabriks – A.S. in Simmering w Wiedniu. W stolicy cesarstwa przystąpił do Związku Strzeleckiego Polskiego jako szeregowy, pozostając w nim szeregowym do końca marca 1914. Wówczas ponownie przeniósł się do Chrzanowa, gdzie podjął pracę w Fabryce Maszyn inż. Wincentego Boguckiego. Tam także przystąpił do Strzelca, obejmując funkcję komendanta sekcji, brał także udział w ćwiczeniach strzeleckich. Od początku lipca 1914 pracował w Polskiej Fabryce Maszyn i Wagonów L. Zieleniewski S.A.. 
Pod koniec lipca 1914 przystąpił do krakowskiego Związku Strzeleckiego, gdzie został zmobilizowany, a po wybuchu I wojny światowej na początku sierpnia 1914 wstąpił do Legionów Polskich. Był przydzielony do 1 kompanii w IV batalionie 1 pułku piechoty w składzie I Brygady. Odbył szlak bojowy I Brygady. Posługiwał się pseudonimem „Teodor”. 25 sierpnia 1914 został mianowany kapralem. Będąc żołnierzem 2 kompanii II batalionu 1 p.p. 23 października 1914 został ranny w ostrzale pod Budami Michałowskimi po czym przebywał na leczeniu w Franzensbad do stycznia 1915. Od tego czasu służył w 3 kompanii w II batalionie 2 pułku piechoty w składzie II Brygady. W okresie od marca do maja 1915 uczestniczył w walkach nad rzeką Nidą, następnie przeniesiony do oddziału telefonicznego w II batalionie 5 pułku piechoty. W kolejnych miesiącach brał udział w walkach, a od jesieni 1915 przebywał na leczeniu. Od końca grudnia 1915 był w kadrach uzupełniających. Od wiosny 1916 ponownie walczył w bitwach legionów. Od 31 lipca 1916 służył w plutonie telefonicznym kompanii sztabowej 5 pułku piechoty w składzie III Brygady. 4 lipca 1916 został mianowany sierżantem plutonowym (według ewidencji w tym czasie był młodszym sierżantem w magazynie 13 kompanii 5 pułku piechoty); według innej wersji 1 października t.r., wkrótce potem został sierżantem sztabowym, a 5 listopada 1916 mianowany starszym sierżantem. Na przełomie kwietnia i maja 1917 odbył Oficerski Kurs Telefoniczny w warszawskiej Cytadeli. Po odmowie złożenia przysięgi cesarzowi Niemiec z 11 lipca 1917 był internowany pod numerem L.1200 w obozach w Szczypiornie, Łomży (do połowy lipca 1918), następnie Beniaminowie, skąd został zwolniony 26 października 1918. 
Trzy dni po zwolnieniu z Beniaminowa wyjechał do Sanoka. U kresu wojny 4 listopada 1918 został przydzielony do 3 batalionu Strzelców Sanockich jako sierżant sztabowy i podoficer. Od tego czasu uczestniczył w walkach podczas wojny polsko-ukraińskiej. Następnie służył w jednostkach Wojska Polskiego: od maja 1919 do stycznia 1919 jako sierżant sztabowy i podoficer rachunkowy w 6 kompanii Strzelców Sanockich II batalionu 18 pułku piechoty, a od końca stycznia do początku marca 1920 jako sierżant i szef 2 kompanii w sanockim 2 pułku Strzelców Podhalańskich. Rozkazem z 2 marca 1920 został zwolniony z czynnej służby i przeniesiony do rezerwy. 
Nazajutrz po odejściu z wojska podjął pracę jako urzędnik biura rachunkowego w macierzystej Polskiej Fabryce Maszyn i Wagonów – L. Zieleniewski w Krakowie, Lwowie i Sanoku S.A., Fabryka Sanocka. Od 1925 był współorganizatorem oddziału Związku Legionistów Polskich w Sanoku, zarejestrowanego w 1929, w którym początkowo pełnił funkcję sekretarza, a od 1937 stanowisko wiceprezesa. Był autorem artykułu pt. Wspomnienia ze Związku Strzeleckiego w Sanoku z roku 1912/13, wydanego 21 maja 1933 w „Jednodniówce wydana z racji jubileuszu 25-lecia istnienia i działalności Związku Strzeleckiego na terenie Sanoka i ziemi sanockiej 1908–1933”. Na początku 1932, z uwagi na ponad 10-letnie zamieszkiwanie w Sanoku, został wraz z rodziną przyjęty przez władze do grona mieszkańców miasta. Od 1 lipca 1932 pracował na stanowisku szefa biura kalkulacyjnego (określany jako kalkulator) w sanockiej fabryce maszyn i wagonów pod ówczesną nazwą Zjednoczone Fabryki Maszyn, Kotłów i Wagonów – L. Zieleniewski i Fitzner-Gamper, Spółka Akcyjna, Fabryka Sanocka. Działał społecznie, był sekretarzem komisji rewizyjnej w Radzie Powiatowej w Sanoku, członkiem komisji elektryfikacyjnej i wodociągowej w Radzie Miejskiej, sekretarzem Komisji Rewizyjnej w Funduszu Pracy i Powiatowym Komitecie Pomocy Zimowej Bezrobotnym, członkiem zarządu Komitetów Rodzicielskich Szkolnych w Sanoku, przewodniczącym komisji rewizyjnej Ligi Morskiej i Kolonialnej (Oddział w Fabryce Wagonów w Sanoku), członkiem sanockiego oddziału Ligi Obrony Powietrznej i Przeciwgazowej, członkiem sanockiego koła Polskiego Białego Krzyża, od 1937 Związku Strzeleckiego. Prywatnie był fotografikiem i rysownikiem.
Po wybuchu II wojny światowej wobec nacierającej niemieckiej kampanii wrześniowej w nocy 7/8 września 1939 wydano rozkaz o ewakuacji sanockiej fabryki, zaś kierownikiem transportu został mianowany Julian Gorgoń. Przygotowany pociąg towarowy był złożony z 25 wagonów (załadowano na nim najcenniejsze składniki z fabryki w Sanoku), wyruszył w nocy 9 września i podążał w na wschód w kierunku Lwowa. Podróżowali nim także urzędnicy i niektórzy pracownicy fabryki. Po minięciu stacji w Kukrycach pociąg zatrzymał się na obszarze leśnym, nieopodal miejscowości Dereżyce, koło stacji Rychcice–Chatki. Tam 11 września 1939 nastąpił atak lotniczy ze strony Niemców, którzy zrzucili z samolotów bomby oraz ostrzeliwali z pokładów maszyn. W wyniku ostrzału śmierć ponieśli Julian Gorgoń oraz stolarz z fabryki, Cyryl Dutkiewicz. Ranny w ataku został syn Gorgonia, 19-letni Czesław, którego przewieziono do szpitala w Drohobyczu, a w 1940 powrócił do Sanoka. W inskrypcji upamiętniającej na grobowcu rodzinny na Cmentarzu przy ul. Rymanowskiej w Sanoku zapisano, iż leży w nieznanym grobie pod Drohobyczem.
Julian Gorgoń 1 marca 1919 w Sanoku wziął ślub z poznaną kilka lat wcześniej w tym mieście, Czesławą Jayko (żyła w latach 1899-1956), udzielony przez ks. proboszcza Franciszka Salezego Matwijkiewicza. Oboje mieli syna Czesława Alojzego (ur. 1920, po wojnie pracownik sanockiej fabryki, przemianowanej na Sanowag, później na Autosan, zm. 2002) oraz córki Ludmiłę Marię (ur. 1923, zakonnica) i Bogusławę Kamilę (ur. 1927). Rodzina Gorgoniów od 1920 do 1927 zamieszkała w Sanoku w domu przy ulicy Władysława Reymonta, a następnie przy ul. Stanisława Konarskiego 33a m. 2. Uchwałą Rady Miejskiej w Sanoku z 12 lutego 1934 Julian i Czesława Gorgoniowie oraz troch ich dzieci zostali uznani przynależnymi do gminy Sanok. 
Julian Gorgoń został wymieniony na tablicy pamiątkowej, ustanowionej w latach 60. XX wieku w kościele Najświętszego Serca Pana Jezusa w sanockiej dzielnicy Posada, ku czci parafian – ofiar terroru okupanta, działań wojennych.

## Odznaczenia
- Krzyż Niepodległości (16 września 1931, za pracę w dziele odzyskania niepodległości)[57][3][34]
- Odznaka „Za wierną służbę” nr 13809.6 (6 sierpnia 1916)[3][29]
- Odznaka pamiątkowa „Orlęta” (19 marca 1919)[3][33]
- Pamiątkowa Odznaka Internowania w Szczypiornie-Łomży od dnia 17.7.1917 do 14.7.1918[3][33]
- Brązowy Medal Waleczności – Austo-Węgry (8 marca 1917)[3]